# Arben Kingji
Arben Kingji (Kukës, 22 december 1970) is een Albanese militair. Per 3 augustus 2022 heeft Kingji als stafchef het hoogste bevel binnen de Krijgsmacht van Albanië. Kingji kent de rang van generaal-majoor.

## Loopbaan
Kingji studeerde in 1993 af aan de militaire academie in Tirana. Na zijn studie trad hij in het Albanese leger waarin hij verschillende taken heeft vervuld, waaronder die van pelotonleider; tactische instructeur; commandant van  verschillende speciale eenheden in het commandobataljon, de generale staf; de marechaussee en de landstrijdkrachten. Voor zijn bewezen diensten kreeg hij verschillende onderscheidingen.
Kingji trad per 3 augustus 2022 in functie als stafchef nadat hij Bajram Begaj opvolgde.